# Spartacus (gladiátor)
Spartacus (i. e. 109 – i. e. 71) trák születésű gladiátor és rabszolga volt az ókori Rómában, a birodalom i. e. 73 és i. e. 71 között zajlott legnagyobb rabszolgafelkelésének fővezére, vagy legnagyobb hírnévre szert tett vezetője.
A szökött gladiátorokból és rabszolgákból álló sereg számos római légiót győzött le több csatában. Ez a harc volt a harmadik rabszolgaháború – a három nagy ókori római rabszolgafelkelés egyike – avagy a „gladiátorháború”.
Magáról Spartacusról keveset tudni: a felkelés eseményeit ismertető feljegyzések gyakran elnagyoltan vagy ellentmondóan szólnak róla.

## Eredet
A köztársaság időszakának vége felé egyre gyakoribbá váltak a rabszolgafelkelések.
Több forrás szerint Spartacus eredetileg elfogott trák katona volt, vagy a római hadsereg katonája, aki fellázadt Macedóniában. Trák származását vitatják. Abban az időben a gladiátorokat kétféle küzdőstílusra képezték: a gall, illetve a trák stílusra. A trák stílusban a gladiátor kerek pajzzsal és rövid karddal vagy tőrrel harcolt. Spartacus egyes vélemények szerint küzdőstílusáról kapta „a trák” nevet, ebből azonban nem következne, hogy trák származású is lett volna (arról azonban nincs forrás, hogy ha nem trák volt, akkor milyen eredetű). Az egyik legelterjedtebb elmélet szerint eredetileg valamelyik, a meghódított területeken toborzott római segédcsapatban szolgálhatott. Valószínűsítik, hogy dezertált, elfogták, eladták rabszolgának, majd Lentulus Batiatus iskolájában gladiátorrá képezték ki. Az ókorban Európának a Görögországtól északra fekvő területeit nevezték Thrakiának, beleértve a déli Makedóniát és Szkíthiát is.
Spartacus származását illetően az ókori források ellentmondóak. Plutarkhosz szerint nomád görög volt: „közöttük az első Spartacus volt, egy thrakiai nomád törzsből származó férfi, aki nemcsak nagyon bátor és erős, hanem nehéz sorsához képest feltűnően értelmes és művelt ember is volt, inkább görög, mint nomád.”. Ezt az értelmezést azonban vitatják: egyesek szerint az olvasat Νομαδικοῦ, mások szerint azonban Μαιδικοῦ, ami a thrák medi törzsre utalhat. Plutarkhosz azt is írja, hogy Spartacus felesége ugyanazon törzsből származott és vele együtt jutott rabszolgasorsra. Appianosz szerint tráknak született, a római seregben szolgált katonaként, később mégis fogságba esett és eladták rabszolgának. Florus szerint római katona lett, majd dezertőr és rabló, meg később pedig, erejének köszönhetően gladiátor.
Neve – görögösen Szparadokosz (Σπαράδοκος) – mindazonáltal trák eredetre vall. Hasonló nevű trák királyt nem egyet ismerünk. Leginkább híres közülük az Odrüszi királyság második uralkodója, Szparadokosz (i. e. kb. 450–431.), I. Teresz (i. e. kb. 480–450.) fia.

## A felkelés
Kr. e. 74-ben lázadt fel Spartacus és 78 követője. Köztük volt Jaunus Maximus is, aki nagy hatással volt Spartacusra, és később egy Pompeius és Crassus ellen vívott csatában esett el. Megszerezték a konyhából a késeket és számos egyéb fegyvert, majd Nápoly közelébe, a Vezúv hegy tetejére menekültek. A lázadókhoz sok rabszolga csatlakozott, és fosztogattak a környéken, bár Spartacus megpróbálta féken tartani őket.
Alvezérei gall gladiátorok, Crixos és Olynomaos voltak. A római szenátus Claudius Glaber praetort küldte Spartacus ellen mintegy 3000, sebtében toborozott katonával. A rabszolgákhoz ekkor még nem sokan mertek csatlakozni. Mivel ebben az időben a szabad polgárokhoz képest nagyon sok volt Rómában a rabszolga, a lázadás igen veszélyessé vált a birodalomra.
Spartacus a Vezúv hegyén várta Glaber légióit – ő azonban úgy gondolta, hogy ha kiéhezteti a rabszolgákat, a sereg magától szétszéled. Ekkor Spartacus megparancsolta embereinek, hogy indákból, növényekből, gallyakból fonjanak tíz kötélhágcsót. Ezeken az éj leple alatt leereszkedtek, megkerülték a Vezúvot, és az ezer rabszolga könnyedén legyőzte a meglepett római sereget és a katonák teljes felszerelése, és valamennyi fegyvere a kezükbe került.

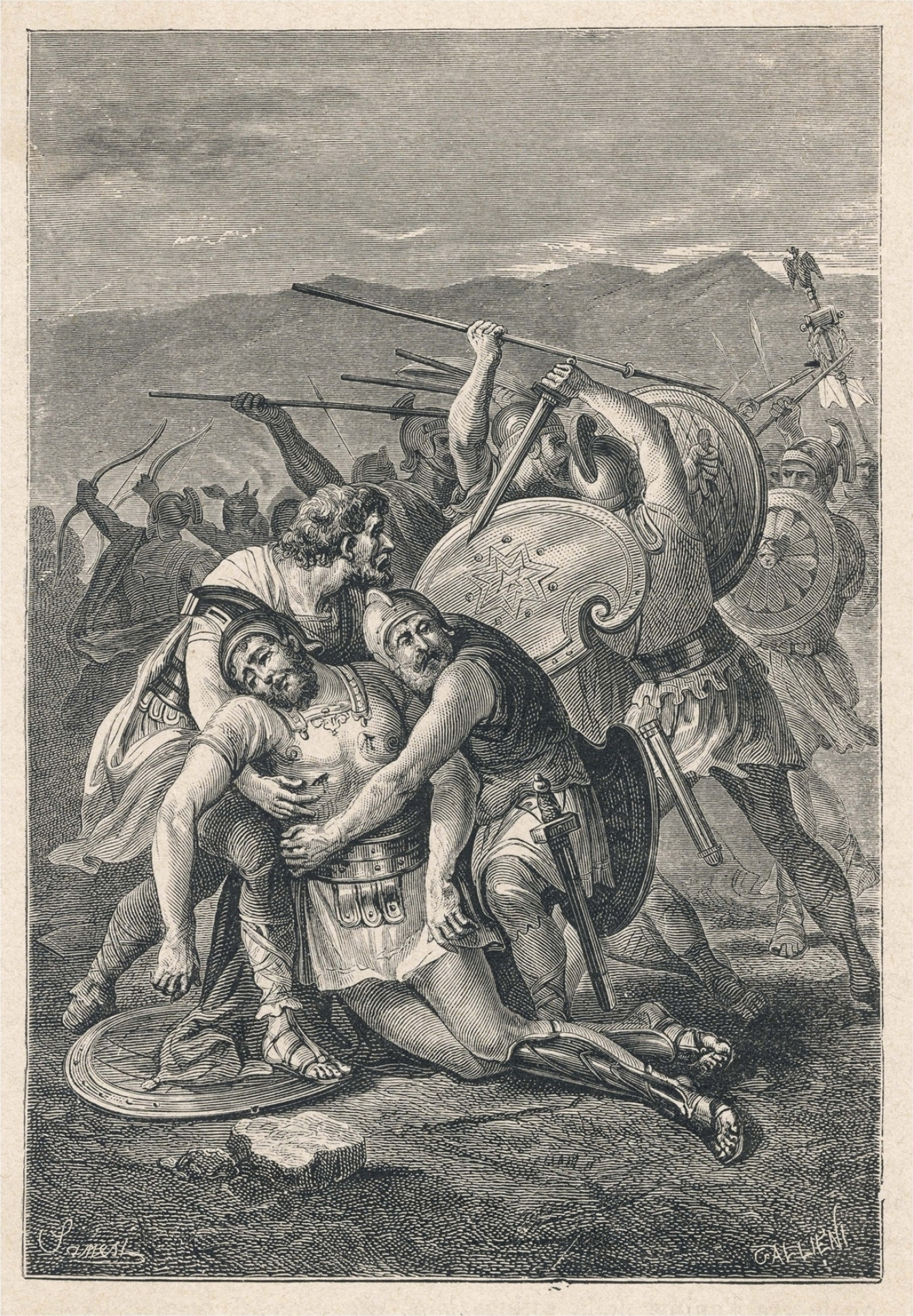
Nikolo Sanesi: Spartacus halála

## További katonai sikerek
Spartacus serege még két ellene küldött római légiót vert le, aztán letáborozott a tél idejére a déli partokon. Nem csak férfiak tartottak velük, hanem nők, gyermekek és öregek is. Tavasszal északra, Gallia felé vonultak. A szenátus megriadt, és most már két-két légióval L. Gellius Publicola és Cn. Cornelius Lentulus Clodianus konzulokat küldte a lázadók ellen. Spartacus el akarta hagyni Itáliát, egyesek szerint meg akarta erősíteni magát a gallok között. Crixus, Olynomaos és több fölkelő követelte az itáliai hadműveletek folytatását, és mintegy tízezren el is szakadtak Spartacustól. A főseregtől különvált gallok és germánok vereséget szenvedtek Publicolától, elesett Crixus is. Spartacus azonban legyőzte előbb Lentulus, aztán Publicola seregét. A picenumi csata mezejéről (Közép-Itália) észak felé nyomult és Mutina (a mai Modena) mellett leverte Lucius Cassius Longinus légióját is.
Spartacusnak feltehetően nem sikerült átkelnie az Alpokon és bejutni Galliába, ezért délre indult.

## Itália, vagy új irány
Spartacus Alpokon való áttörési tervének másik lehetséges oka, hogy Gallián át (a mai Svájc és Franciaország) egészen Hispániáig meneteljen (a mai Spanyolországig), hogy ott csatlakozzon Quintus Sertorius felkeléséhez. De meggondolta magát, vélhetően követőinek nyomására, akik talán tovább akartak fosztogatni. Vannak olyan elméletek, hogy a sereggel tartó civilek (talán tízezren is) átkeltek az Alpokon, és visszatértek a hazájukba. A többiek viszont újra dél felé fordultak, majd legyőzték Marcus Licinius Crassusnak, a korabeli Róma leggazdagabb emberének két légióját.

## A végjáték
Az i. e. 72-es év végén Spartacus Rhegiumnál (a mai Reggio Calabria) táborozott le, a Messinai-szoros közelében, az „olasz csizma” orránál. Spartacus kilikiai kalózokkal alkudott, hogy Sziciliába szállítsák a sereget, az üzlet azonban kútba esett. I. e. 71 elején Crassus nyolc légiója bekerítette Spartacust Calabriánál. A Szenátus visszahívta Pompeiust is Hispániából és Lucullust Anatóliából, ahol akkor éppen Róma egyik ősellensége, VI. Mithridatész pontoszi király ellen hadakozott. Spartacusnak seregével sikerült áttörnie Crassus vonalain, és Brundisium (a mai Brindisi) felé menekült, de Crassus csapatai Lucania mellett megállították. A Silarus folyó mellett vívott csatában Spartacus is elesett. A csatában levágta a lovát, mert ez volt a jelmondata: „Győzelem vagy halál”. A csata után a római legionáriusok háromezer római foglyot szabadítottak ki sértetlenül a rabszolgasereg táborából.

## A megtorlás
A győztes rómaiak hatezer elfogott rabszolgát feszítettek keresztre a Rómából délre vezető Via Appia mentén. A bosszúszomjas Crassus a kereszteken hagyatta a holttesteket, látványukon még éveken keresztül borzadtak a Via Appián haladók. Mintegy ötezer rabszolga a döntő csata után megmenekült a megtorlástól. Északra menekültek, de a Hispániából visszatérő Pompeius megállította és szétverte őket, így ő is részesülhetett a dicsőségből.

## A Spartacus-legenda
Spartacust az vitte a halálba, hogy nem tudott fegyelmet tartani az emberei között. Akik Spartacus trák származását fogadják el, azok szerint vissza akart jutni a hazájába, Thrákiába, de a harcosai nem engedték, és rákényszerítették az itáliai rablóhadjárat folytatására. Legnagyobb hibájának sokan azt tartják, hogy északi győzelmei után visszafordult délre.[forrás?]
Spartacust mégis a hadtörténet géniuszai között tartják számon, aki olyan háborúban volt sokáig sikeres, amelyet emberanyagban és utánpótlásban számára kedvezőtlen körülmények között vívtak. Már életében legendává vált. A világirodalom és a filmművészet számtalan alkotása állít emléket alakjának.
Felkelésének antik forrásai Plutarkhosz, Appianosz, Florus, Orosius és Sallustius művei.
Aram Hacsaturján világhíres Spartacus balettje is legendai ihletésű.
1960-ban Kirk Douglas főszereplésével egy nagy sikerű, Oscar-díjjal is jutalmazott hollywoodi produkció készült a Spartacus-legendából. Ezt 2004-ben is feldolgozták Goran Višnjić főszereplésével, közel három órás terjedelemben.